# Anna Michałowska-Mycielska
Anna Michałowska-Mycielska (ur. 1968) – polska historyk, doktor habilitowana nauk humanistycznych, nauczyciel akademicki Wydziału Historii Uniwersytetu Warszawskiego, kierownik Centrum im. Anielewicza w tym instytucie.

## Życiorys
W 1993 uzyskała tytuł magistra historii na podstawie pracy pt. Stanisław Antoni Szczuka – początki kariery patrona napisanej pod kierunkiem Antoniego Mączaka. Odbyła także studia judaistyczne w Oxford Centre for Hebrew and Jewish Studies (1994). W 1995 uzyskała tytuł magistra hebraistyki na podstawie pracy pt. Pinkas gminy żydowskiej w Boćkach. Na podstawie rozprawy pt. Władze wielkopolskich gmin żydowskich: Poznań i Swarzędz (połowa XVII – XVIII wiek) napisanej pod kierunkiem Antoniego Mączaka nadano jej w 1999 stopień naukowy doktora. W 2014 nadano jej stopień naukowy doktora habilitowanego na podstawie pracy Sejm Żydów litewskich (1623–1764).

## Wybrane publikacje
- Między demokracją a oligarchią. Władze gmin żydowskich w Poznaniu i Swarzędzu (od połowy XVII do końca XVIII wieku), Warszawa 2000 * Nowy cmentarz żydowski w Olkuszu (współautorka), Kraków 2003
- Gminy żydowskie w dawnej Rzeczypospolitej. Wybór tekstów źródłowych (red. nauk. i tłumaczenie), Warszawa 2003
- Sejm Żydów litewskich (1623–1764), Warszawa 2014[1]